# Divisão Especial (femminile)
La Divisão Especial è la massima serie del campionato Paulista di pallavolo femminile: al torneo partecipano otto squadre di club brasiliane dello stato di San Paolo e la squadra vincitrice si fregia del titolo di campione Paulista.

## Albo d'oro
| Anno          | Podio          | Podio          | Podio       |
| Campione      | Seconda        | Terza          |             |
| ------------- | -------------- | -------------- | ----------- |
| 1973 Dettagli | Paulistano     | Aramaçan       |             |
| 1974 Dettagli | Paulistano     | Aramaçan       |             |
| 1975 Dettagli | São Caetano    | Paulistano     |             |
| 1976 Dettagli | Pirelli        | Paulistano     |             |
| 1977 Dettagli | Paulistano     | Guarani        |             |
| 1978 Dettagli | Paulistano     | Guarani        |             |
| 1979 Dettagli | Guarani        | Paulistano     |             |
| 1980 Dettagli | Pirelli        | Guarani        |             |
| 1981 Dettagli | Paulistano     | Pirelli        |             |
| 1982 Dettagli | Paulistano     | Pirelli        |             |
| 1983 Dettagli | Paulistano     | Pirelli        |             |
| 1984 Dettagli | Pirelli        | Paulistano     |             |
| 1985 Dettagli | Pinheiros      | Pirelli        |             |
| 1986 Dettagli | Pinheiros      | São Caetano    |             |
| 1987 Dettagli | Pinheiros      | Pirelli        |             |
| 1988 Dettagli | Sadia          | Pirelli        |             |
| 1989 Dettagli | Sadia          | Santos         |             |
| 1990 Dettagli | Sadia          | São Caetano    |             |
| 1991 Dettagli | Ribeirão Preto | Santos         |             |
| 1992 Dettagli | Ribeirão Preto | São Caetano    |             |
| 1993 Dettagli | Sorocaba       | BCN            |             |
| 1994 Dettagli | BCN            | Sorocaba       |             |
| 1995 Dettagli | Sorocaba       | Tietê          |             |
| 1996 Dettagli | BCN            | Ribeirão Preto |             |
| 1997 Dettagli | Aché Clube     | União          | Pinheiros   |
| 1998 Dettagli | União          | BCN            | Uniban      |
| 1999 Dettagli | Pinheiros      | BCN            |             |
| 2000 Dettagli | Minas          | Pinheiros      | BCN         |
| 2001 Dettagli | BCN            | São Caetano    |             |
| 2002 Dettagli | BCN            | São Caetano    | Minas       |
| 2003 Dettagli | Finasa         | São Caetano    | Minas       |
| 2004 Dettagli | Finasa         | Pinheiros      | Minas       |
| 2005 Dettagli | Finasa         | Pinheiros      | São Caetano |
| 2006 Dettagli | Finasa         | São Caetano    | Minas       |
| 2007 Dettagli | Finasa         | São Caetano    |             |
| 2008 Dettagli | Finasa         | Pinheiros      | São Caetano |
| 2009 Dettagli | Pinheiros      | Osasco         | São Caetano |
| 2010 Dettagli | Pinheiros      | GRER           | Osasco      |
| 2011 Dettagli | GRER           | Osasco         | Sesi        |
| 2012 Dettagli | Osasco         | Campinas       | Sesi        |
| 2013 Dettagli | Osasco         | Sesi           | Campinas    |
| 2014 Dettagli | Osasco         | São Caetano    | Sesi        |
| 2015 Dettagli | Osasco         | Sesi           | Bauru       |
| 2016 Dettagli | Osasco         | Pinheiros      | São Caetano |
| 2017 Dettagli | Osasco         | Barueri        | Pinheiros   |
| 2018 Dettagli | Bauru          | Osasco         | Barueri     |
| 2019 Dettagli | Barueri        | Osasco         | Bauru       |
| 2020 Dettagli | Osasco         | Bauru          | Barueri     |
| 2021 Dettagli | Osasco         | Barueri        | Bauru       |
| 2022 Dettagli | Bauru          | Pinheiros      | Osasco      |
| 2023 Dettagli | Osasco         | Pinheiros      | Bauru       |

## Palmarès
| Squadra        | Titolo | Edizione                                                   |
| -------------- | ------ | ---------------------------------------------------------- |
| Bradesco       | 10     | 1994, 1996, 2001, 2002, 2003, 2004, 2005, 2006, 2007, 2008 |
| Osasco         | 9      | 2012, 2013, 2014, 2015, 2016, 2017, 2020, 2021, 2023       |
| Paulistano     | 7      | 1973, 1974, 1977, 1978, 1981, 1982, 1983                   |
| Pinheiros      | 6      | 1985, 1986, 1987, 1999, 2009, 2010                         |
| Pirelli        | 3      | 1976, 1980, 1984                                           |
| Sadia          | 3      | 1988, 1989, 1990                                           |
| União          | 3      | 1993, 1995, 1998                                           |
| Ribeirão Preto | 2      | 1991, 1992                                                 |
| Bauru          | 2      | 2018, 2022                                                 |
| São Caetano    | 1      | 1975                                                       |
| Guarani        | 1      | 1979                                                       |
| Aché Clube     | 1      | 1997                                                       |
| Minas          | 1      | 2000                                                       |
| Futuro         | 1      | 2011                                                       |
| Barueri        | 1      | 2019                                                       |